# Villanueva (Santander)
Villanueva ist eine Gemeinde (municipio) im Departamento Santander in Kolumbien. Villanueva wurde 1948 gegründet.

## Geographie

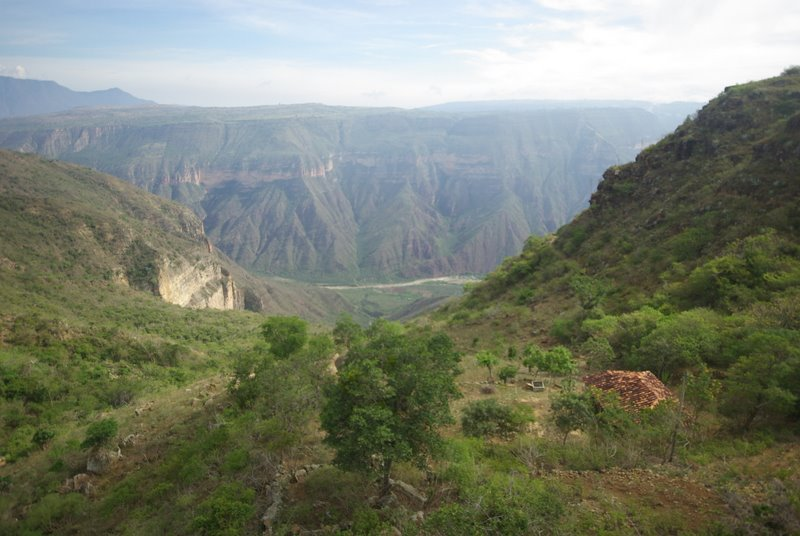
Cañón del Chicamocha

Die Gemeinde Villanueva liegt in der Provinz Guanentá in Santander in den kolumbianischen Anden. Auf dem Gebiet der Gemeinde liegt ein Teil des Cañón del Chicamocha, eine der tiefsten Schluchten Lateinamerikas. Der Ort selbst liegt auf einer Höhe von etwa 1450 Metern und hat eine Jahresdurchschnittstemperatur von 23 °C. Villanueva liegt 115 Kilometer von Bucaramanga entfernt. An die Gemeinde grenzen im Norden Zapatoca und Los Santos, im Osten Jordán und Curití, im Süden San Gil und im Westen Barichara.

## Bevölkerung
Die Gemeinde Villanueva hat 5443 Einwohner, von denen 3648 im städtischen Teil (cabecera municipal) der Gemeinde leben (Stand: 2019).

## Wirtschaft
Der wichtigste Wirtschaftszweig in Villanueva ist die Landwirtschaft. Es werden vor allem Bohnen, Tabak, Maniok und Mais angebaut. Zudem gibt es Viehwirtschaft und die Verarbeitung von Naturfasern. Außerdem werden Gips, Natursteine und Marmor abgebaut.